# أمنية شوكت
أمنيةشوكت مواليد 1987 . صحفية سودانية تعملي علي الحكايات الرقمية ومكتبات عابرة للثقافات . شكوت المؤسس المشارك لمنصو اندريا الثافية عبر الانترنت والتي لها مقر في كل من السودان وجنوب السودان وأوغندا ، وتغطي دولًا أخرى في شرق إفريقيا والقرن الأفريقي أيضًا.
عُرفت شوكت منذ عام 2015 بنشاطها في التشبيك علي مستوي شرق أفريقيا وخاصة في مجال الصحافة وسائل الإعلام عبر الإنترنت والصحافة الثقافية. في مقالاتها الخاصة حول حقوق المرأة بالإضافة إلى مشاركة المرأة في المجتمع والإعلام ، قامت بنشر عدد من انقاشات التليلية حول مساهمة المرأة في الثورة السودانية ، وكذلك حول أهمية الإعلام الرقمي للمشاركة المدنية .

## الحياة المهنية
وف تقارير منظمة #defyhatenow ، وهي منظمة مجتمعية مسجلة في جنوب السودان ، تخردت شوكت بدرجة بكالريوس ي علوم الاحياء مع التركيز على الدراسات البيئية من الجامعة الأمريكية في القاهرة في عام 2008. حصلت على درجة الماجستير في إدارة البيئة والموارد مع التركيز على سياسة المياه والمناخ من جامعة Vrije Universiteit في أمستردام بهولندا. عملت في البداية في مجال التنمية والإدارة البيئية لعدد من السنوات ،  لكنها غيرت أنشطتها المهنية إلى الإدارة الثقافية والصحافة عبر الإنترنت ، عندما عادت إلى الخرطوم ، السودان.

## مجلة أندريا علي الانترنت
قامت شوكت مع زميلتها سلمي أمين في عام 2015 بتأسيس شركة اندريا والتي أُعلنت كمنصة ثقافية ثنائية اللغى عبر الانترنت. ومؤسسة ثقافية متعددة الوسائط. تم إطلاق اندريا في كل من جنوب السوان والسودان و التي توسعت في يوغندا بحلول عام 2018.
منذ بدايتها ، تعمل هذه المجلة على الإنترنت مع فريق من المحررين ومصممي الجرافيك في كل من السودان وأكثر من 100 من المبدعين المستقلين في عدة بلدان. تسعى Andariya جاهدة لتقديم قصص عن الحياة المعاصرة في السودان ودول أخرى في شرق إفريقيا وبالتالي ربط قرائها عبر الحدود. تعمل المجلة بدون رعاة تجاريين ، وتسعى جاهدة لتوفير أخبار رقمية مستقلة تركز على النوع الاجتماعي والتكنولوجيا مع التركيز بشكل خاص على الثقافة الحضرية والتنوع الإقليمي وتصميم الجرافيك الرقمي لنصوصها ومقاطع الفيديو والصور. مخاطبة الجمهور في جميع أنحاء العالم ، يتم نشر جميع المحتويات باللغتين العربية والإنجليزية.
 
لقد
كجز من نشاطاتها في الترجمة والبحوث وبناء قواعد البيانات حول التطورات الصقافية في شرق افريقيا ، حصلت مجلة أندريبا على منحة بحثية من AFAC (الصندوق العربي للثقافة والفنون) لجمع ونشر وتبادل دراسات الحالة التجريبية وتحليل البيانات من خمس مدن مختلفة تمثل النشاط الفني والشعبي الأعلى والأكثر ديناميكية خلال الثورة السودانية 2018/2019.

## المساهمة في مناصرة المرأة في المجتمع والإعلام
تدافع شوكت عن حقوق النساء في المل والمجتمع ككل. وفقًا لما أوردته بوابة الأخبار على الإنترنت Arabnet ، كان شوكت متحدثًا في حدث Womenomics في عام 2017  لمناقشة كيف يمكن للجيل الجديد أن يتطور مهنيًا بعيدًا عن مكان العمل التقليدي ، ويمزج الإبداع مع نجاح الأعمال ، وحصة السوق ، والاستقلالية.
في مقال لهما 2019 بعنوان " المرأة السودانية في قلب الثورة" ، أوضح شوكت والصحفية السودانية ريم جعفر الأسباب والأفعال والدور الحيوي للمرأة السودانية قبل وأثناء الثورة السودانية. يتمثل أحد الجوانب المهمة في تحليلهم في الدور الذي قدمته منصات التواصل الاجتماعي للتعبئة الثورية ، حيث فشلت وسائل الإعلام التقليدية.

## أنظر أيضا
- إعلام السودان
- وسائل الإعلام في جنوب السودان
- ثورة سودانية

## قراءة متقدمة
- الصحافة الثقافية في موسوعات أكسفورد البحثية

## روابط خارجية
- موقع اندريا الرسمي
- مقالات ثقافية لأمنة شوكت في وسائل إعلام أخرى
- أمنية شوكت وسلمى أمين في 21 شابة سودانية يجب أن تعرفها